# Ioan Cetățianu
Ioan Cetățianu (n. 16 iulie 1840, Subcetate, Comitatul Hunedoara – d. 30 noiembrie 1898 Galați) a fost un profesor de limba română, publicist, autor de manuale școlare și traducător, care și-a desfășurat activitatea, în principal, în orașul Galați.
A fost primul director al Gimnaziului din Galați (actualul Colegiu Național „Vasile Alecsandri”), instituție unde a predat 23 de ani.

## Școala și familia
Școala primară a făcut-o în localitatea natală. A absolvit Gimnaziul Superior din Blaj (1859) și Institutul „Sfânta Ana”⁠(de)[traduceți] din Viena, specialitatea filosofie-pedagogie în 1863. În anii studenției a semnat, împreună cu alți 36 de studenți, „Scrisoarea junimii române din Viena din 26 octombrie 1860 către Mihail Kogălniceanu”, manifest național prin care tinerii români salutau inaugurarea Universității din Iași la 1860.
Numele său complet a fost Cetățianu de Săcele, particula de Săcele fiind atribuită unui antecesor al său de o diplomă de înnobilare dată de principele Gheorghe Rákóczi I, în 1637.
În urma căsătoriei a avut copii pe Ioan și Ana, fiind bunicul dinspre mamă al scriitorilor Octav, Vasile Lovinescu și Horia Lovinescu.

## Cariera
În perioada 1864-1866 a lucrat în București în redacția Monitorului Oficial, după care până în 1867 la Gimnaziul din Ploiești.

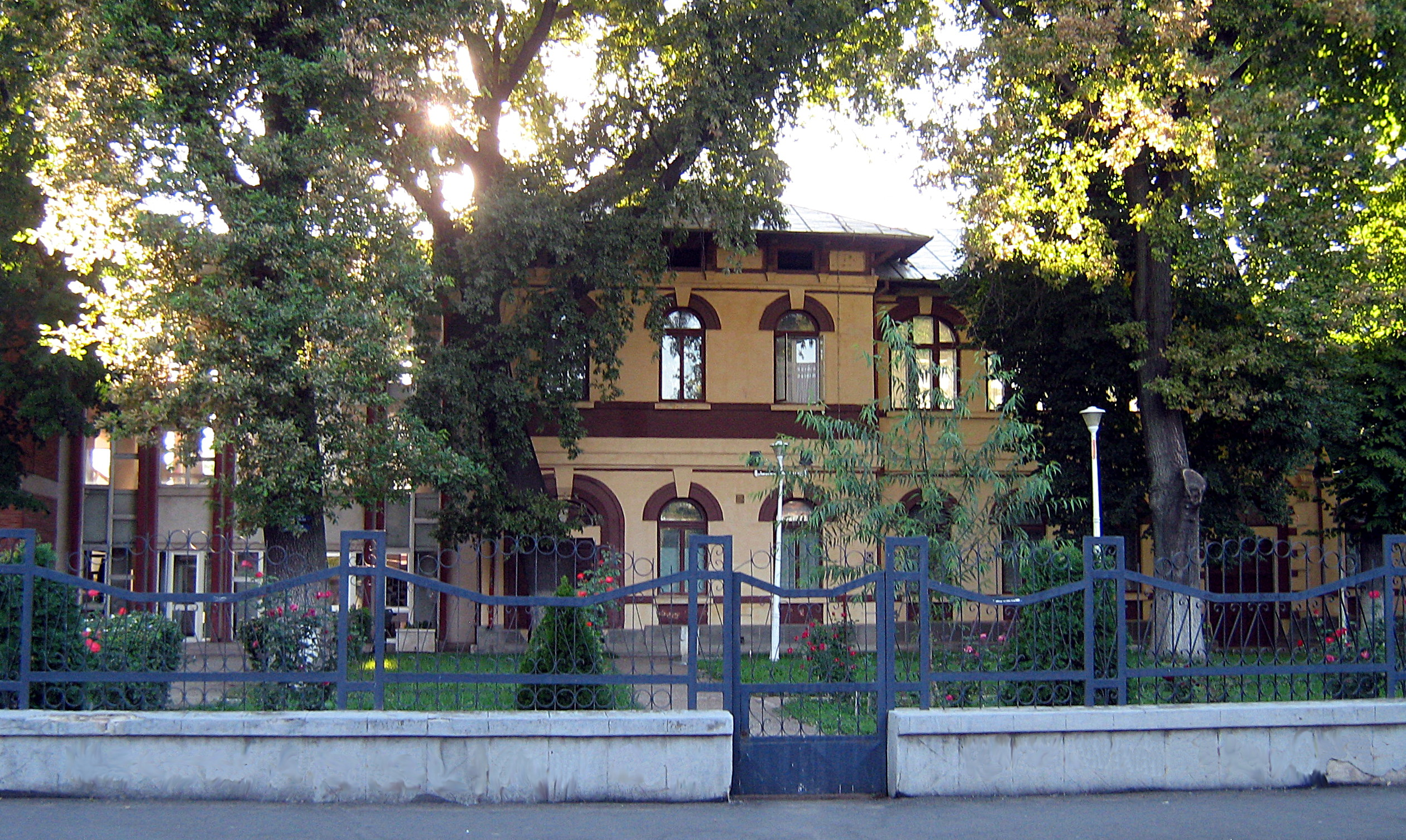
Colegiul Național „Vasile Alecsandri” din Galați

În noiembrie 1867 a fost mutat la gimnaziul proaspăt înființat din Galați (actualul Colegiu Național „Vasile Alecsandri”), fiind primul director al acestei școli. A predat aici, până în 1890, limba română și limba latină, istoria și  geografia, retorica și filosofia. Pensionat în anul 1895, a predat în continuare limba română la Institutul „Notre Dame de Sion”, până la decesul său.
A fost un pionier al legislației școlare românești, datorită lui fiind introdusă ca limita minimă de admitere nota 6. De asemenea, a fost un discipol al revoluționarului transilvănean de la 1848 Timotei Cipariu, reprezentant al curentului latinist.
A fost întemeietorul Școlii secundare de fete (azi, Liceul „Mihail Kogălniceanu”) și al Institutului „Costache Negri” din Galați. Pe ultimul l-a condus în perioada 1892-1895. Ca urmare a eforturilor sale, Gimnaziul teoretic de băieți din Galați a obținut banii necesari construcției unui local propriu.
Tot el a introdus predarea istoriei și limbii române la Școala de Marină din Galați. A redactat manuale școlare și prin articolele de critică literară și de gramatica limbii române, a participat la polemicile care au însoțit elaborarea unui sistem gramatical rațional.
Ca publicist, a colaborat la ziarele locale  „Delfinul” (1878), „Vocea Covurluiului”, „Poșta”, „Galații”, „Covurluiul”, „Dunărea de Jos”.
Funcții:
- 1866: Vicepreședinte al secțiunii județului Covurlui a Societății pentru Învățătura Poporului Român
- 1867-1890: Director al Gimnaziului din Galați
- 1882: Membru al societății Liberatorul
- 1883: Primul președinte al Societății Corpului Didactic din județul Covurlui, secție a „Societății Corpului Didactic din România”
- 1892-1895: Director al Institutului „Costache Negri”
- diverse alte funcții pe plan local, precum: organ de inspecție și anchetă școlară, organ de stare civilă, propunea programul examenelor și comisiile de examinare, raporta la minister situația școlară, Revizor școlar al Circumscripțiunii Tecuci-Covurlui.

## In memoriam
O stradă din cartierul Traian Nord din Galați îi poartă numele iar în fața Liceului „Vasile Alecsandri” din același oraș este amplasat bustul său.
În anul 2015, cu ocazia împlinirii a 175 de ani de la naștere, Biblioteca V. A. Urechia din Galați a organizat expoziția de documente Ioan Cetățianu, primul profesor și director al Liceului Vasile Alecsandri-175 de ani de la naștere (16 iul. 1840-30 nov. 1898).

## Opere
- Elemente de gramatica Limbei Române: Clasa a III-a primară; Tipografia Comercială J. Schenk; Galați; 1876 (ed. I)
- Elemente de gramatica Limbei Române: Clasa a II-a primară; Librăria G. D. Nebuneli & Fii; Galați; 1878 (ed. II)
- Afacerea Liceului din Galați; Tipografia Cooperativa Lucrătorii Asociați; Galați; 1890